# John Emery Harriman

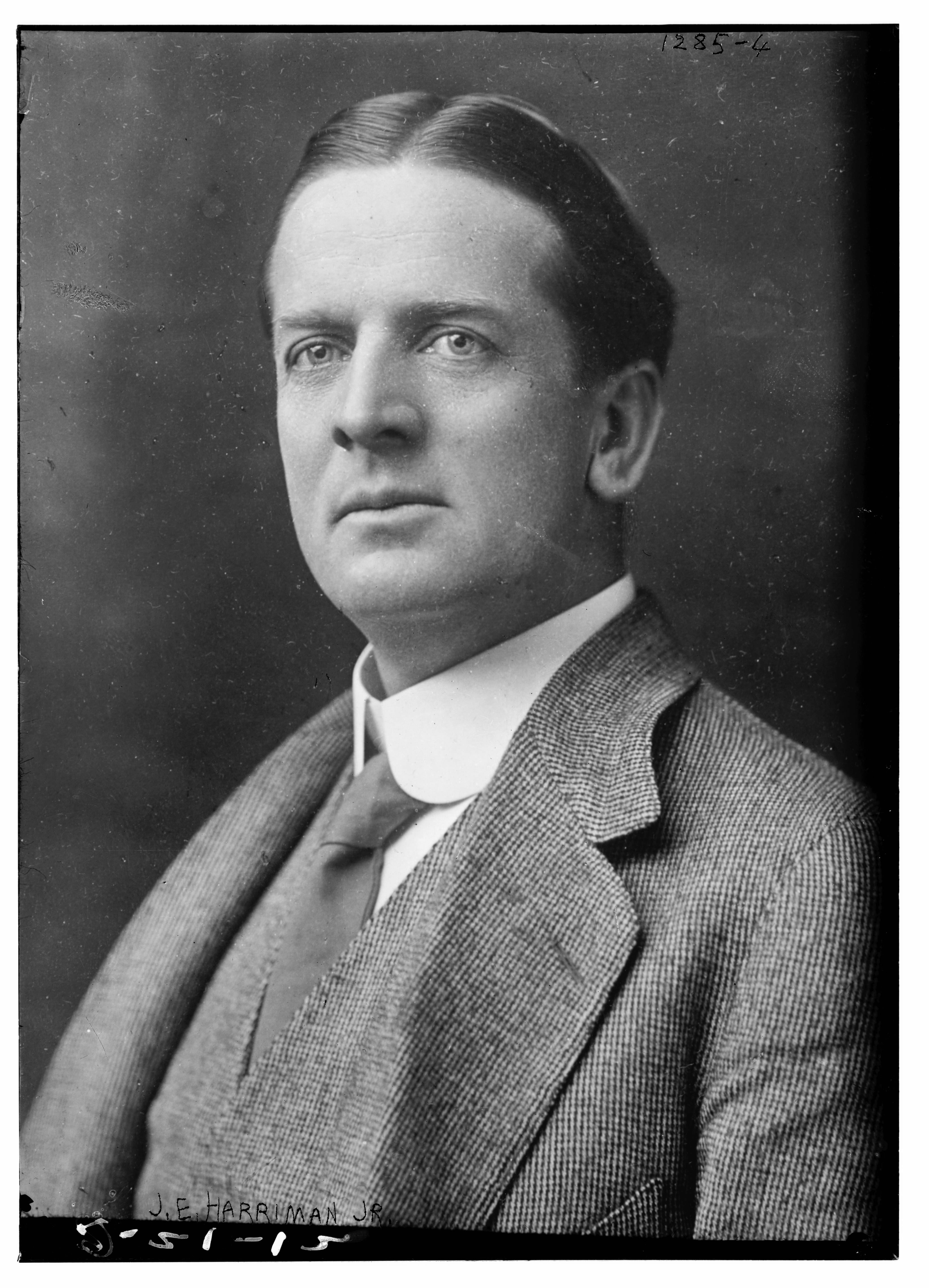
Chân dung J. E. Harriman

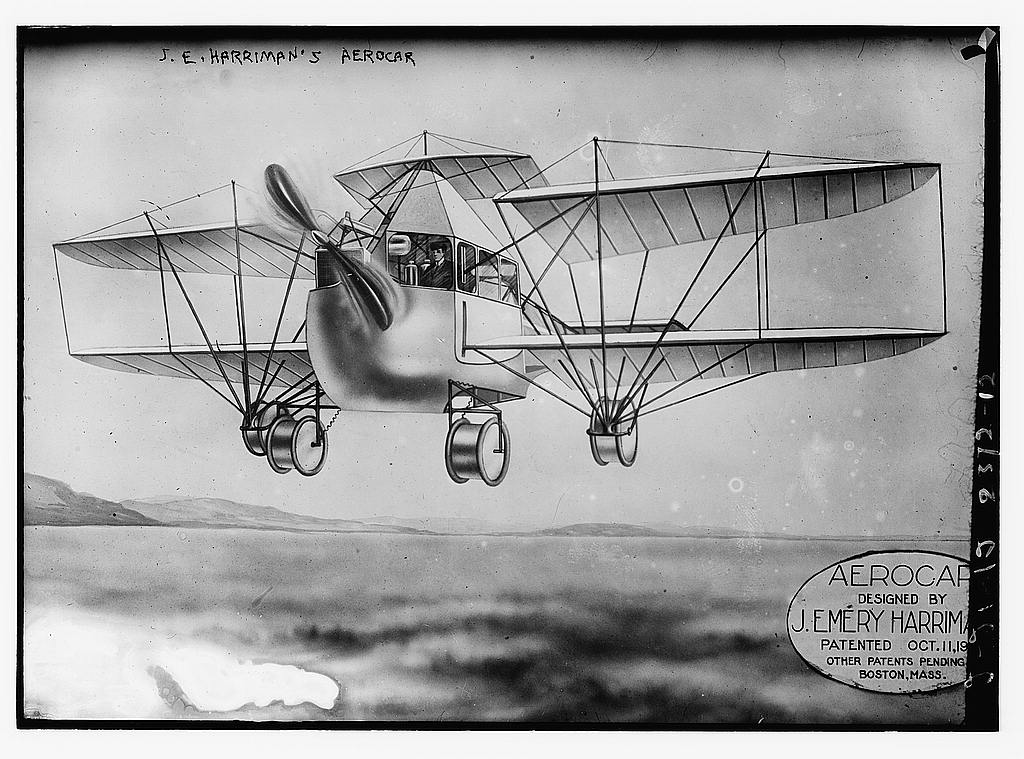
Aerocar của J. E. Harriman

John Emery Harriman, Jr. là nhà phát minh người Mỹ nổi tiếng vì có công chế ra loại ô tô bay gọi là aerocar vào năm 1906. Bằng sáng chế được cấp vào năm 1910. Không có bằng chứng nào cho thấy loại xe này từng được đưa vào sản xuất.

## Ấn phẩm
- Cỗ máy bay an toàn, ổn định, khả năng thích ứng: aeromobile và aerocar kiểu Harriman